# Повіт Кудо
Пові́т Кудо́ (яп. 久遠郡, くどうぐん, МФА: [kudoː guɴ]) — повіт в Японії, в окрузі Хіяма префектури Хоккайдо. 